# Saint-André-Goule-d’Oie
Saint-André-Goule-d’Oie – miejscowość i gmina we Francji, w regionie Kraj Loary, w departamencie Wandea.
Według danych na rok 1990 gminę zamieszkiwały 1 353 osoby, a gęstość zaludnienia wynosiła 67 osób/km² (wśród 1504 gmin Kraju Loary Saint-André-Goule-d’Oie plasuje się na 445. miejscu pod względem liczby ludności, natomiast pod względem powierzchni na miejscu 545.).